# Luisa Luisi
Luisa Luisi   (Paysandú, 14 de desembre de 1883 - Santa Lucía, 10 d'abril de 1940) va ser una poeta, pedagoga i crítica literària uruguaiana.

## Biografia
Luisa era filla de María Teresa Josefina Janicki (filla de polonesos exiliats a França) i d'Ángel Luisi Pisano (italià qui va portar a Amèrica les seves idees maçòniques de llibertat, igualtat i fraternitat). Acabats de casar, van arribar el 1872 a Entre Ríos (Argentina) i el 1878 a Paysandú (Uruguai). El 1887 es van instal·lar a Montevideo.
La família Luisi-Janicki van ser treballadors i educadors que es van desenvolupar en un ambient de resistència i rebel·lia, de pensament molt liberal per l'època. Totes les seves filles van estudiar magisteri i algunes d'elles van seguir carreres universitàries sent de les primeres dones professionals.
Luisa va ser una estudiant aplicada. Va estudiar magisteri a l'Institut Normal de Senyoretes «Maria Stagnero de Munar», carrera en què es va graduar el 1903. Va iniciar la seva carrera com a ajudant de l'Escola de Tercer Grau Nº 2, per després dirigir l'Escola de Pràctica de segon grau i l'Escola d'Aplicació.
Molt jove encara, va ser redactora del diari La Razón de Montevideo.
Va integrar el Consell Nacional d'Ensenyament Primari i Normal des de 1925 fins a la seva jubilació el 1929. Va ser professora de castellà en la Secció Femenina d'Ensenyament Secundari, i de Lectura i declamació en l'Institut Maria Stagnero de Munar.
Va publicar quatre poemaris, mentre que també va escriure prosa amb altres quatre treballs editats i principalment dedicats a l'educació. Va participar com a delegada oficial al Congrés de l'Infant realitzat a Buenos Aires el 1916, i va ocupar el càrrec de secretària en la Secció Educació del Segon Congrés de l'Infant, dut a terme a Montevideo tres anys després.
Va contreure en la seva maduresa una paràlisi irreversible que la va confinar a una vida sedentària. A més, es va destacar com a crítica literària. Va ser declarada sòcia honorària per l'Associació de Professors de Primària de Rio de Janeiro.

## La seva tasca pedagògica
Luisa Luisi va pregonar una visió global del procés educatiu, per la qual cosa va impulsar projectes de reestructuració de les escoles. Es va concentrar en la cura del particular, impulsant l'adequació de les estructures edilícies de les escoles; els edificis havien de ser utilitaris, però contemplar cert sentit artístic, sent sobris i amb elements naturals.
Va promoure la revisió d'elements educatius, com les cançons ensenyades als alumnes o les làmines que s'exposen a les aules; l'estimulació de les passejades a l'aire lliure, del cant, gimnàstica i dibuix com a activitats indispensables, així com la reducció del nombre de nens per classe.
També proclamava la idea que l'escola havia de ser un lloc de compensació de les deficiències educacionals de la llar, un lloc en el qual es poguessin despertar en el nen «... idees de grandesa que la vida ha de destruir després. No oblidem que l'escola ha de ser el recinte on, si més no una vegada a la vida, l'home realitzi la igualtat absoluta, només trencada pel mèrit o la virtut de cada nen».
Per a Luisa Luisi era l'escola el lloc on oferir oportunitats, i aquest concepte es va convertir en la plataforma per a la defensa de l'educació terciària femenina.

## Obra
La crítica ha destacat les formes clàssiques que revesteix el seu vers i els valors intel·lectuals de la seva poesia; se cita junt amb les altres tres representants uruguaianes del modernisme: María Eugenia Vaz Ferreira, Juana de Ibarbourou i Delmira Agustini.
La seva poesia d'índole filosòfica i la seva vasta i rigorosa obra crítica van assolir aviat una dimensió internacional pública a Buenos Aires i a Barcelona, i és ressenyada a Madrid i a París. Parlen d'ella Rafael Cansinos Assens (Verd i daurat en les lletres americanes. Semblances i impressions crítiques (1926-1936). Aguilar, Madrid, 1947), F. Contreras (L'espriti de l'Amérique Espagnole. París: Col. de la Nouvelle Revue Critique, 1931) i César González Ruano (Literatura Americana. Assaigs de madrigal i de crítica, Madrid. Fernando Fe, 1924).
Va ser traduïda a l'anglès per A. Stone Blackwell (Some Spanish American poets. New York: Appleton & Co, 1929).

## Obres

### Assaig i crítica literària
- Educación Artística, 1919.
- Ideas sobre educación, Montevideo, 1922
- La poesía de Enrique González Martínez, conferència, 1923.
- A través de libros y autores, 1925.
- La literatura del Uruguay en el año de su Centenario, 1930.

### Lírica
- Sentir, Montevideo, 1916.
- Inquietud, Montevideo, 1922.
- Poemas de la inmovilidad y canciones al sol, Barcelona, 1926.
- Polvo de días, Montevideo, 1935.